# Corona 72

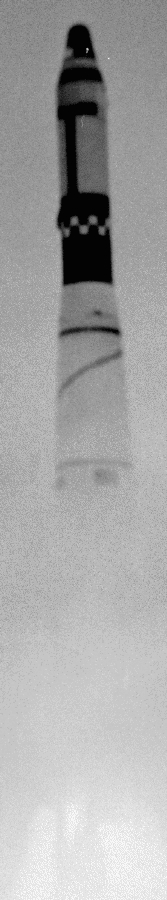
Start rakiety Thor Agena D z satelitą Corona 72

Zdjęcie półwyspu Floryda wykonane przez satelitę Corona 72 w dniu 29 października 1963

Corona 72 – amerykański satelita wywiadowczy. Dziesiąty statek serii Keyhole-5 ARGON tajnego programu CORONA. Jego zadaniem było wykonanie wywiadowczych zdjęć Ziemi.
Kapsułę z filmami zdeorbitowano i przechwycono 2 listopada 1963, nad Oceanem Spokojnym. Wraz z Coroną 72 wyniesiono małego satelitę zwiadu elektronicznego, Hitchhiker 2.
Udane misje serii KH-5 wykonały łącznie 38 578 zdjęć na prawie 6859 metrach taśmy filmowej.

## Ładunek
- Aparat fotograficzny o ogniskowej 76 mm (rozdzielczość przy powierzchni Ziemi około 140 m; obejmowany obszar 556 x 556 km)
- Pomiary promieniowania kosmicznego za pomocą emulsji czułych na promieniowanie jądrowe
- Plazmowy licznik scyntylacyjny
- Licznik scyntylacyjny elektronów i protonów zórz